# William Lemke

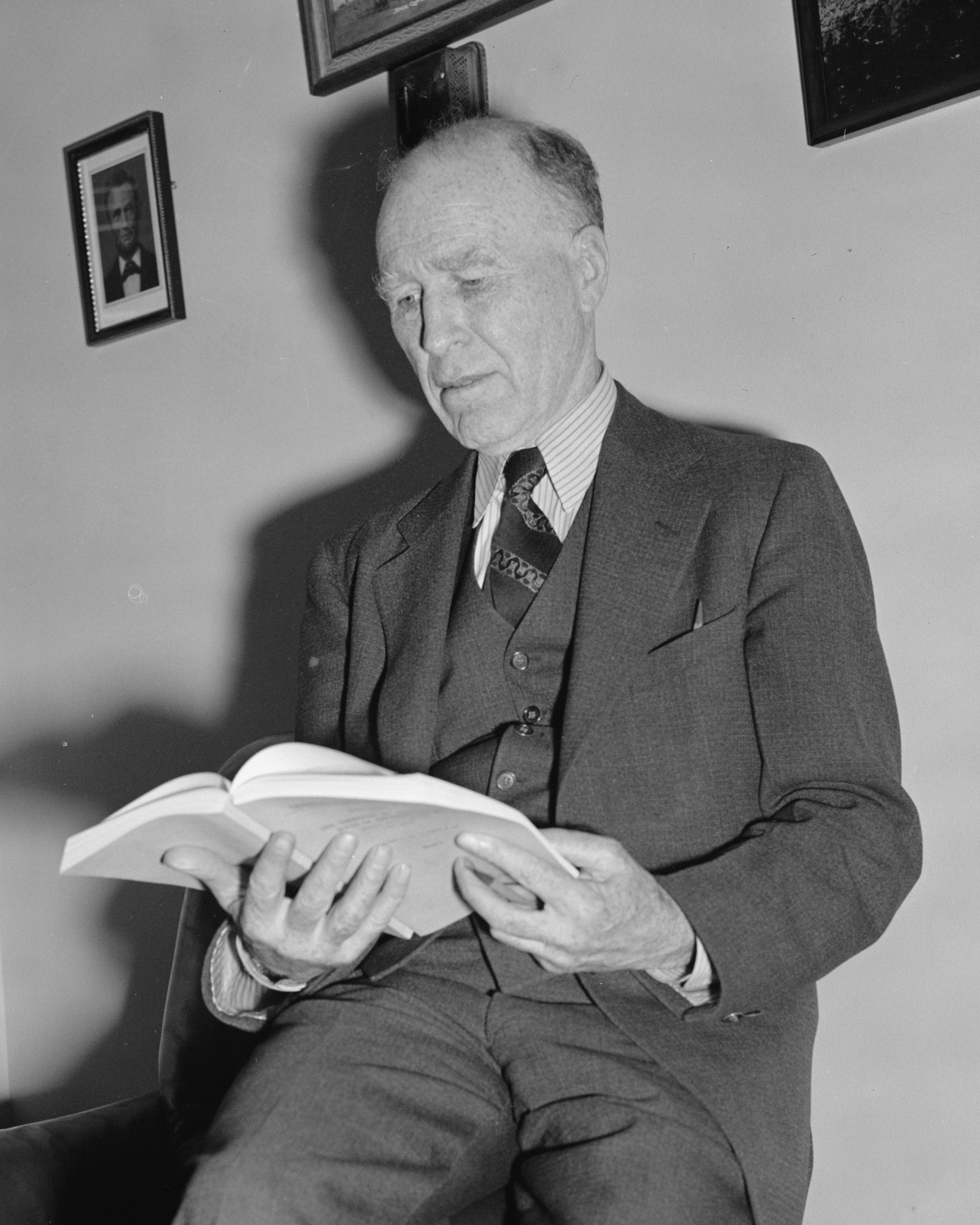
William Lemke

William Frederick Lemke (Albany, Minnesota, 13 augustus 1878 - Fargo, North Dakota, 30 mei 1950) was een onafhankelijke volksvertegenwoordiger uit North Dakota en in 1936 presidentskandidaat van de Union Party.

## Boerenleider
William Lemke kwam uit North Dakota en pleitte vanaf 1905 als advocaat voor de belangen van de boeren. In 1916 sloot hij zich aan bij de Nonpartisan League. In 1932 kwam Lemke in het Huis van Afgevaardigden. Hij had weliswaar een Republikeinse zetel in het Huis, maar had in 1932 zijn invloed volledig aangewend om de Democraat Franklin D. Roosevelt in het Witte Huis te krijgen. In het begin was William Lemke euforisch over de New Deal, maar al snel bekoelde zijn relatie met Roosevelt. Lemke is vooral bekend geworden door het Frazier-Lemke Farm Bankruptcy wetsvoorstel waarbij voorgesteld werd dat Amerikaanse boeren die bedreigd werden met een faillissement aanspraak konden maken op een hypotheekmoratorium van maximaal 5 jaar.

## Union Party
Zijn wetsvoorstel werd echter tegengewerkt door president Roosevelt. William Lemke raakte hierdoor erg verbitterd en werd in de armen gedreven van de oppositie. In 1936 sloot hij zich aan bij de Union Party. Hij werd zelfs presidentskandidaat voor deze partij. De historicus Glen Jeansonne vermoedt dat de oprichters van de Union Party Lemke bewust in deze positie hadden toebedeeld, omdat hij geen bedreiging voor hen vormde; het ontbrak hem aan charisma. De Union Party leed een zware nederlaag tijdens de presidentsverkiezingen: slechts 2 procent van de stemmen gingen naar deze partij.
William Lemke verliet de partij en bleef tot aan zijn dood lid van het Huis van Afgevaardigden.